# Чарноґлув (Мазовецьке воєводство)
Чарноґлув (пол. Czarnogłów) — село в Польщі, у гміні Добре Мінського повіту Мазовецького воєводства.
Населення — 194 особи (2011).

## Демографія
Демографічна структура станом на 31 березня 2011 року:
|          | Загалом | Допрацездатний вік | Працездатний вік | Постпрацездатний вік |
| -------- | ------- | ------------------ | ---------------- | -------------------- |
| Чоловіки | 97      | 22                 | 66               | 9                    |
| Жінки    | 97      | 17                 | 55               | 25                   |
| Разом    | 194     | 39                 | 121              | 34                   |